# Medizinische Fitness
Medizinische Fitness (engl. medical fitness) wird auch „Medizinisches Fitnesstraining“, „Medizinisches Training“, „Präventionstraining“, „Gesundheitstraining“, „gesundheitsorientiertes Training“ oder „gesundheitsorientiertes Fitnesstraining“ genannt, wobei als Überbegriff „Gesundheitssport“ gesehen werden kann.
Beim Gesundheitssport ist die primäre Motivation gesundheitlich begründet, also zur Vorbeugung, Stabilisierung und Wiederherstellung. Das Training erfolgt mit System, die Leistung ist sekundär.
Medizinische Fitness wird definiert als präventives, aktives Bewegungsprogramm mit medizinisch-therapeutischer Betreuung. Voraussetzung für Medizinisches Fitnesstraining ist eine Eingangsanamnese, die durch einen Arzt, einen Physiotherapeuten, einen medizinischen Fitnesstrainer oder einen Bachelorabsolventen mit Ausbildungsnachweis in Sportrehabilitation und medizinischen Grundlagen durchgeführt wird. Daraus werden gemeinsam mit dem Kunden Ziele definiert, die durch das Training erreicht werden sollen. Der Physiotherapeut, Sporttherapeut oder Medizinische Fitnesstrainer erstellt anhand der Eingangsanamnese einen individuellen Trainingsplan, der physische Schwächen und Schmerzpunkte des Patienten berücksichtigt. In vorher festgelegten Abständen werden Kontrolluntersuchungen durchgeführt, um den Trainingsfortschritt dokumentieren und den Trainingsplan adaptieren zu können.
Unter Medizinische Fitness fallen Krafttraining, Ausdauertraining sowie sensomotorisches und funktionelles Training mit dem eigenen Körpergewicht, mit Kleingeräten und stationären Trainingsgeräten sowie präventivmedizinisch ausgerichtete Kurskonzepte.
Zusammenfassend kann Medizinische Fitness sowohl als primärpräventives (Prävention) als auch tertiärpräventives Training (Rehabilitation) beschrieben werden mit dem Ziel, den Gesundheitszustand durch Training, Ernährung und seelische Entspannung zu erhalten oder zu verbessern.
Die Deutsche Trainer Akademie, freies Bildungsunternehmen mit Sitz in Köln, startete 1999 ein speziell auf Medizinische Fitness abgestimmtes Aus- und Fortbildungsprogramm, das heute neben medizinisch-orientiertem Fitnesstraining auch die Bereiche Ernährung, Motivation und mentale Fitness integriert. Medizinische Fitness definiert die Deutsche Trainer Akademie als Schnittstelle zwischen Medizin, Ernährung und körperlicher wie mentaler Fitness. In diesem Kontext veröffentlichte der angeschlossene Verlag mehrere Bücher. 2010 wurde darüber hinaus die Deutsche Gesellschaft für Medizinische Fitness e.V. gegründet, die medizinischen Fitnesstraining für Körper, Geist und Seele einer breiten Öffentlichkeit zugängig machen möchte.